# Половинка (Омская область)
Половинка — опустевшая деревня в Омском районе Омской области России. Входит в состав Андреевского сельского поселения.

## История
В 1928 г. село Половинка состояло из 196 хозяйств, основное население — русские. Центр Половинского сельсовета Корниловского района Омского округа Сибирского края.

## Население
| 2006 | 2010 |
| ---- | ---- |
| 0    | →0   |

Национальный состав
В 1928 г. основное население — русские.
Согласно результатам переписи 2002 года, в национальной структуре населения русские составляли 100 % от общей численности населения в 8 чел..

## Инфраструктура
Личное подсобное хозяйство.

## Транспорт
Просёлочные дороги.